# Victor Leandro Bagy
Victor Leandro Bagy, ou simplesmente Victor (Santo Anastácio, 21 de janeiro de 1983), é um ex-futebolista brasileiro que atuava como goleiro. Atualmente, é diretor de futebol do Atlético Mineiro.
Foi premiado em 2008 e 2009 como melhor goleiro do campeonato brasileiro, além de ser o melhor goleiro da libertadores de 2013 e da copa do Brasil em 2014 e 2016. Revelado pelo Paulista em 2001, Victor foi emprestado ao Ituano no ano seguinte, onde participou da conquista do Campeonato Paulista de 2002. De volta ao Paulista, foi membro do elenco campeão da Copa do Brasil de 2005. Em 2008, foi contratado pelo Grêmio, onde fez sua estreia na Série A e foi eleito como o melhor goleiro do Campeonato Brasileiro de forma consecutiva em seus dois primeiros anos. Em 2012, se transferiu ao Atlético Mineiro. Com suas atuações na conquista da Copa Libertadores de 2013, Victor ganhou apelido de São Victor do Horto (em referência ao bairro em que fica localizado o Estádio Independência, onde o Atlético mandava seus jogos), graças a defesa com a perna esquerda na disputa de pênaltis contra o Tijuana, nas quartas de final da competição. No ano seguinte, conquistou os títulos da Recopa Sul-Americana e da Copa do Brasil. Em 2021, anunciou a sua aposentadoria como jogador, tendo conquistado sete títulos oficiais e atuado em 424 partidas pelo Atlético, uma marca que o posiciona em nono lugar no ranking histórico de jogadores com mais atuações pelo clube.
Pela Seleção Brasileira, Victor recebeu a sua primeira convocação em 2009 e estreou no ano seguinte, em um amistoso vencido por 2 a 0 contra os Estados Unidos. Ele fez parte do grupo campeão da Copa das Confederações de 2009, além de também ser chamado para as disputas da Copa América de 2011 e da Copa do Mundo de 2014. Ao todo, atuou em seis oportunidades pelo Brasil, sofrendo um único gol.

## Carreira

### Paulista e Ituano
Desde pequeno, Victor apresentou um bom desempenho como goleiro, o que resultou em começar a sua carreira no ano de 1997 nos infantis do São Paulo Futebol Clube aos 14 anos. Com Rogério Ceni demonstrando bom desempenho na equipe profissional do tricolor paulista, Victor decidiu se transferir para outro clube do estado, se mudando de São Paulo para Jundiaí para defender o Paulista Futebol Clube em 1998. Em 2000, aos 17 anos de idade, iniciou sua carreira como profissional no Paulista. No ano de 2002 foi emprestado para o time do Ituano e voltou no ano seguinte. Durante grande parte de sua passagem na equipe jundiaiense, Victor foi reserva de Rafael, goleiro que desde 2006 atua no futebol de Portugal, com exceção do período de 2013 a 2015, na Grécia. No ano de 2005, Victor participou da maior conquista da história do Paulista, a Copa do Brasil de 2005, sob liderança do técnico Vágner Mancini. Nesse mesmo ano, coincidentemente, durante a disputa do Campeonato Brasileiro de Futebol - Série B, enfrentou o Grêmio, sua futura equipe e acabou perdendo por 2 x 1. No ano de 2007, foi titular absoluto do Paulista durante toda a temporada. No ano de 2008, após muitas especulações e rebaixamento precoce para a série C do Campeonato Brasileiro, foi contratado pelo Grêmio FBPA a pedido do técnico Vágner Mancini com quem trabalhou nos tempos de Paulista.

### Grêmio

#### 2008
No dia 19 de dezembro de 2007, após a fracassada negociação de renovação de contrato com o goleiro argentino Sebastián Saja, o Grêmio correu durante dias atrás de um goleiro para a estreia do Campeonato Gaúcho de Futebol de 2008. Com a contratação do treinador Vágner Mancini, o mesmo acabou indicando aos tricolores a contratação do goleiro Victor. Dias depois, a contratação foi oficializada com 50% dos seus direitos federativos comprados pela equipe gaúcha.
Chegou no clube com receio de alguns fãs por não ter tido bom resultado com a equipe paulista na última temporada, dividindo a titularidade com o também goleiro da equipe, Marcelo Grohe.[carece de fontes?] Após um bom começo de Campeonato Gaúcho, sofrendo poucos gols, e fazendo boas defesas, Victor conseguiu assumir a titularidade, ainda durante a pré-temporada. Acabou lesionando-se e durante esse tempo, assistindo as desclassificações do Grêmio no Campeonato Gaúcho para o Juventude e da Copa do Brasil para o Atlético Goianiense, clube que na época estava disputando a série C. Victor teve de ficar fora dos gramados por cerca de um mês, por causa de uma lesão renal, contraída no jogo do Grêmio contra o Esportivo, em 24 de fevereiro de 2008. Após o retorno da lesão, retomou a titularidade no seu clube. Voltou ao clube na estreia do campeonato brasileiro contra  o São Paulo, então campeão do torneio, no Estádio do Morumbi. Passadas as 18 rodadas do primeiro turno, Victor era considerado por especialistas como o melhor goleiro em atividade no futebol brasileiro. O Grêmio foi campeão do primeiro turno do Brasileiro, porém após falhas fora de casa e empates em casa, foi vice campeão da competição para o São Paulo.

#### 2009
No ano seguinte, em 2009, Victor foi titular durante toda a campanha do Campeonato Gaúcho de Futebol, levando sua equipe a final do primeiro turno da competição, mas acabou sendo derrotado por seu arqui rival, o Sport Club Internacional por 2 a 1, no Estádio Beira Rio. Também participou do primeiro Gre-Nal do interior, realizado no Estádio Colosso da Lagoa em Erechim, vitória do rival novamente por 2x1. No segundo turno da competição, foi novamente derrotado na primeira fase de mata mata, sendo eliminado da competição com uma campanha muito abaixo do esperado e resultando em demissão de seu treinador, Celso Roth. Com a Copa Libertadores da América de 2009 em andamento, o Grêmio dividiu as competições, colocando os reservas para disputar o Campeonato Brasileiro de Futebol. Victor foi um dos únicos jogadores titulares a começar os jogos nos dois torneios. Na Libertadores, foi uma das peças fundamentais no fase de grupos, conquistando cinco vitórias e um empate em seis jogos, a melhor campanha dos 32 clubes da competição. Foi destaque ao levar o Grêmio para as semifinais, após passar por Universidad San Martín e Caracas de Peru e Venezuela, respectivamente.
Foi eliminado para o Cruzeiro de Minas Gerais. Até hoje, há polêmica entre os gremistas, pois com a boa fase de Victor, o goleiro acabou sendo convocado para a seleção brasileira para a disputa da Copa das Confederações de 2009, se ausentando no primeiro jogo das finais, quando o Grêmio foi derrotado por 3-1; quem jogou na ocasião foi Marcelo Grohe. No jogo de volta, não fez uma boa atuação, levou dois gols logo no início do jogo, mas sua equipe empatou em 2-2. O Grêmio acabou não produzindo o mesmo nível de futebol do ano anterior, não perdendo nenhuma partida no Estádio Olímpico, porém ficou com uma das piores campanhas do campeonato fora de casa, o que resultou em uma colocação no meio da tabela ao termino do campeonato.
Em julho de 2009, quando disputava a Copa das Confederações, seu futebol chamou a atenção de outros clubes do exterior, e chegou a receber sondagens de dois clubes europeus: O Bari, da primeira divisão do Campeonato Italiano de Futebol e o Benfica, considerado o melhor clube de Portugal. No entanto, por decisão do próprio jogador, do empresário e dos dirigentes gaúchos, Victor decidiu permanecer em Porto Alegre e anunciar inclusive a sua renovação de contrato.
No final do ano, Victor considerou a partida contra o Flamengo, realizada no Estádio Olímpico, em jogo pelo Campeonato Brasileiro no dia 16 de agosto como a melhor realizada ao longo de seus oito anos de carreira. Após sair atrás do placar no começo da partida, Victor fez seis grandes defesas durante a partida inteira, inclusive algumas desperdiçadas pelo atacante Adriano Imperador. No fim, seu time fez quatro gols e venceu por 4x1. Durante boa parte da temporada as ausências do capitão Tcheco o davam a braçadeira, tornando-o um dos principais líderes do time gremista.

#### 2010
Em 2010, o Grêmio contratou um novo treinador, Silas, e reforços como Borges, Leandro, Douglas e Hugo. Victor por sua vez, assumiu a titularidade durante o ano inteiro e virou o novo capitão da equipe. Participou da campanha que deu ao tricolor gaúcho a conquista do primeiro turno do Campeonato Gaúcho, o primeiro título do goleiro desde que chegou ao Grêmio. No segundo turno, acabou sendo eliminado para o Pelotas no Estádio Olímpico Monumental por 2x1, de virada. Como já estava classificado para a final do campeonato por vencer um dos turnos, enfrentou o Internacional. O Grêmio venceu o jogo por 2x0 com gols de Rodrigo e Borges. Na volta, perdeu por 1-0. Mesmo assim, sagrou-se campeão do Campeonato Gaúcho de Futebol de 2010.
Na Copa do Brasil, após passar por Araguaia Atlético Clube, Votoraty Futebol Clube, Avaí Futebol Clube e Fluminense Football Club, seu time foi eliminado pelo Santos que contava com os então garotos revelações Neymar, Paulo Henrique Ganso, André e o atacante da seleção, Robinho. Após uma vitória por 4-3 no Estádio Olímpico no jogo de ida, Victor não conseguiu evitar a derrota por 3-1 no jogo de volta, impedindo a classificação gremista para a final da competição. No Campeonato Brasileiro o time terminou o primeiro turno nas últimas colocações da tabela e seu treinador foi demitido e substituído por Renato Gaúcho. Com Renato no cargo, Victor perdeu a faixa de capitão para Fábio Rochemback. No segundo turno, o Grêmio conseguiu a quarta colocação na competição, classificando-se para a Copa Libertadores da América de 2011, e melhor campanha no segundo turno com 43 pontos, superando o campeão Fluminense que no primeiro turno fez 30.
Victor ficou de fora da convocação da seleção brasileira do técnico Dunga para a Copa do Mundo de 2010. Após a demissão do treinador da seleção brasileira de futebol e a contratação de Mano Menezes, ex-treinador do Grêmio de 2005 a 2007, Victor foi titular durante o comando inteiro de Mano no ano de 2010, se destacando em amistosos contra os Estados Unidos na vitória de 2-0 e a Argentina na derrota por 1-0.

#### 2011
No Campeonato Gaúcho de Futebol de 2011, após um empate com o Caxias no tempo normal, Victor defendeu duas cobranças de pênaltis, que colocou o Grêmio antecipadamente na final do torneio. No segundo turno, levou sua equipe a final, mas se ausentou devido a mais uma convocação para a Seleção Brasileira de Futebol, ficando de fora do principal jogo. Na final, ainda se ausentou no primeiro jogo, ao qual o Grêmio venceu por 3-2 fora de casa. Retornou no segundo jogo, mas não pode evitar a derrota para o Sport Club Internacional, após gols de Andrés D'Alessandro, Andrezinho e Índio, e vitória colorada por 3-2 no tempo normal, o Grêmio perdeu nos pênaltis por 5-4, com Victor defendendo duas cobranças.
Semanas antes, sua equipe não tinha ido bem na Copa Libertadores da América, classificando-se em segundo na fase de grupos e perdendo nas oitavas de final para o Universidad Católica do Chile por 2x1 e 1x0, jogos dos quais Victor não participou. No meio do ano, foi convocado pelo técnico Mano Menezes para a disputa da Copa América de 2011 sem jogar uma partida sequer. Foi convocado como terceiro goleiro para a disputa do Superclássico das Américas contra a Argentina, onde foi campeão. Em uma partida contra o América Mineiro no Estádio Olímpico, em jogo válido pelo Campeonato Brasileiro, Victor completou 200 jogos com a camisa tricolor.
No dia 30 de outubro, participou do reencontro com Ronaldinho pela primeira vez jogando contra o clube gaúcho, em Porto Alegre. Após sair perdendo por 2-0 com gols de Thiago Neves e Deivid, o tricolor virou a partida no segundo tempo com gols de André Lima, Douglas e Miralles.

#### 2012
Em 2012, o Grêmio contratou os atacantes Kléber e Marcelo Moreno; e os meias Marco Antônio e Léo Gago. Em uma entrevista cedida ao Globo Esporte, o goleiro afirmou que um time de tradição como o Grêmio não poderia ficar com carências de título e previa um ano glorioso ao seu clube. Em 4 de Janeiro, iniciou os primeiros treinamentos para a realização da pré temporada. Semanas mais tarde, estrearia no Campeonato Gaúcho diante do Lajeadense.
No dia 12 de janeiro, durante a pré temporada do Grêmio, Victor afirmou que seu grande objetivo no novo ano era fazer uma temporada excelente com títulos no clube e voltar à Seleção Brasileira, o que não acontecia há um tempo, pois no ano de 2011, chegou a ser reserva de Julio César e Jefferson. Em 13 de janeiro, realizou junto de seus colegas de profissão, um jogo amistoso da pré-temporada que estava sendo realizada em Bento Gonçalves, cidade localizada no interior do Rio Grande do Sul. O confronto foi diante do São Paulo de Bento, equipe amadora local. O Grêmio terminou o primeiro tempo por 3-0 com gols do atacante Kléber e do armador Douglas. No segundo tempo, Victor foi trocado, dando espaço a Marcelo Grohe e o jogo terminou 4-1 para a equipe de Porto Alegre. Com a entrada de Caio Junior como treinador da equipe, Victor passou a ser o capitão do time para a nova temporada, substituindo o volante Rochemback, que mantinha o posto desde 2010. Um dia mais tarde, em 14 de janeiro, esteve presente no seu segundo amistoso na temporada contra o Flamengo de São Valentim, onde sua equipe venceu por 2-1, com gols de Kléber Gladiador e Marcelo Moreno.
No dia 21 de janeiro, nove dias após a sua primeira partida no ano, Victor realizou o seu primeiro confronto no ano em um jogo oficial, válido pelo Campeonato Gaúcho de Futebol de 2012, contra o Lajeadense, clube profissional da cidade de Lajeado e vice campeão da Copa FGF do ano anterior. Em um jogo realizado no Estádio Olímpico Monumental, sua equipe não obteve sucesso, sacramentando a vitória do Lajeadense em Porto Alegre por 2-0, o que causou frustração na torcida gremista, que em grande número, compareceu ao estádio. A primeira vitória do Grêmio e do goleiro Victor em um jogo oficial foi diante do Canoas, por 3-1. Os gols do tricolor gaúcho foram marcados por Gabriel, Kléber e Marcelo Moreno. Com esse resultado, o Grêmio somava seus três primeiros pontos na tabela de classificação. Também somou uma vitória diante do São Luiz, clube da cidade de Ijuí, onde não sofreu gols. Em 5 de fevereiro, participou do seu primeiro Gre-Nal no ano de 2012, mais um para sua. O jogo terminou em 2-2.

### Atlético Mineiro

#### 2012

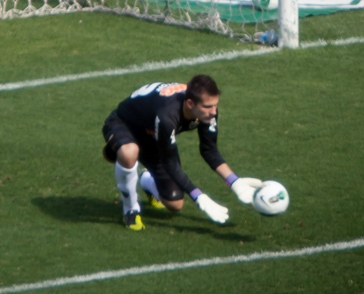
Victor com o Atlético, em 2012

Os seis primeiros meses de 2012 podem ser considerados também os últimos com a camisa 1 do Grêmio. Mantendo a regularidade no gol do clube, se mostrou muito interessado na proposta feita por Alexandre Kalil para defender a equipe do Atlético. Fechou um contrato por 5 temporadas e foi anunciado no dia 29 de junho no twitter do presidente. O goleiro chegou para suprir uma carência deixada por Diego, que saiu do clube em meados de 2007.
Victor foi o goleiro titular na campanha que o Galo fez no Campeonato Brasileiro de 2012, onde conseguiu ser vice-campeão e levar o Atlético para a Libertadores 2013. Victor voltou a ser convocado para a Seleção Brasileira, após ficar mais de um ano sem vestir a camisa amarela. A temporada foi elogiada pelo próprio goleiro, que pela hospitalidade e receptividade da torcida atleticana, disse parecer estar há anos jogando pelo Galo.

#### 2013
Em 30 de Maio de 2013, fez uma importante defesa, quando defendeu um pênalti cobrado por Riascos, aos 47 minutos do segundo tempo, contra a equipe do Tijuana. Tal defesa impediu o gol que eliminaria o Atlético da Copa Libertadores, classificando-o para a fase das semifinais e tornando-o o herói daquela partida. No jogo de volta da semifinal contra o Newell's Old Boys, diante da torcida no Estádio Independência, Victor defendeu a última cobrança da equipe adversária na disputa de pênaltis, selando a classificação do clube para a final da Copa Libertadores da América. A partir de então, o goleiro se consagrou e foi nomeado São Victor do Horto. Na final, contra o Olímpia, foi o melhor jogador da partida defendendo mais um pênalti e consagrando o Galo campeão da Copa Libertadores da América em 2013.

#### 2014
Já em 2014, continuou marcando a sua história no Clube Atlético Mineiro, quando sagrou-se novamente campeão da Copa do Brasil. Teve grande de participação, sendo a referência no gol e orientando a defesa. Novamente épica, a conquista da Copa do Brasil pelo Clube Atlético Mineiro ficou marcada pela eliminação de alguns dos maiores clubes do país como Palmeiras, Corinthians e Flamengo. Na final, disputada contra o seu maior rival, o Clube Atlético Mineiro se sagrou campeão com gols de Luan, Dátolo e Diego Tardelli.

#### 2015
No dia 18 de março de 2015, na vitória por 1 a 0 sobre o Santa Fé em Bogotá, Victor realizou seu 24.º jogo com a camisa do Atlético em Copa Libertadores da América, se tornando assim o jogador com maior número de partidas pelo Galo na competição continental.
Em 29 de julho, renovou seu contrato com o clube até 2019. Com isso, Victor usou, na partida contra o São Paulo pelo Brasileirão, no Mineirão, uma camisa com o número 2019.
Ainda em 2015, o jogador completou 200 jogos com a camisa alvinegra, e recebeu uma placa comemorativa pelo feito antes da vitória atleticana por 4 a 1 sobre o Flamengo. Nesta mesma partida, o arqueiro defendeu a sétima cobrança de pênalti desde que chegou ao Atlético.
Para finalizar um grande ano, o goleiro do Atlético, foi o único jogador do elenco alvinegro, a jogar todas as partidas disputadas pela equipe. Ao todo foram 64 jogos. Mais uma marca histórica para a lenda que defende a meta Atleticana.

#### 2016
Fato raro em sua carreira, em Março de 2016, Victor sofreu uma entorse no joelho direito e houve uma ruptura do menisco, sendo necessária intervenção cirúrgica. A lesão deixou Victor quase um mês sem treinar com a equipe e disputar partidas.
Três anos após se destacar na campanha do título da Libertadores de 2013 com diversas defesas de pênaltis, no dia 19 de outubro de 2016, Victor voltou a ser o herói de uma classificação atleticana em disputa de pênaltis, ao defender duas cobranças contra o Juventude, que valeram ao Galo uma vaga na semifinal da Copa do Brasil.
Após perder a primeira partida por 3 a 1, em 7 de dezembro de 2016, o Atlético empata com Grêmio em 1 a 1 e perde o título da Copa do Brasil. Victor foi eleito melhor goleiro da competição.
Mesmo com a temporada já encerrada, no dia 9 de dezembro de 2016, Victor sofreu uma luxação no ombro direito em uma partida festiva em Jundiaí, interior de São Paulo. O goleiro passará por uma intervenção cirúrgica, sua segunda no ano, com período de recuperação estimado entre três a quatro meses.

#### 2017
Depois de quatro meses longe dos jogos se recuperando de uma lesão no ombro direito, o goleiro Victor estreou na temporada de 2017 apenas no dia 23 de abril. O camisa 1 foi titular na vitória de 3 a 0 sobre a URT, no Independência, na partida de volta da semifinal do Campeonato Mineiro, que confirmou o Galo na decisão do Estadual. A volta de Victor a meta atleticana no momento decisivo do Estadual, e de definição da fase de grupos da Libertadores, contribuiu para o crescimento do sistema defensivo no time, culminando em mais um título mineiro (vencido sobre o arquirrival), e com a classificação antecipada às oitavas da competição continental.
No dia 8 de agosto de 2017, Victor, juntamente com o capitão Leonardo Silva, foi agraciado pela diretoria atleticana com uma placa e uma camisa comemorativa por completarem a expressiva marca de 300 jogos pelo clube. A placa recebida pelo goleiro traz os seguintes dizeres: "No imaginário do torcedor, suas defesas milagrosas e salvadoras estão perpetuadas como feitos históricos. Foram 300 jogos vivendo intensamente a paixão pelas cores do Clube Atlético Mineiro. Vibramos junto com as vitórias, defesas e conquistas que o levaram a galeria de nossos grandes ídolos."
Ainda em 2017, Victor seguiu batendo e marcas e cravando seu nome na centenária historia do clube. No dia 15 de novembro, no empate por 1 a 1 com o Vasco, em São Januário, o goleiro se tornou o jogador que mais vestiu a camisa do Atlético em Campeonatos Brasileiros. O goleiro chegou a 193 partidas, superando Marques que tem 192. Leonardo Silva também chegou a 192 jogos nesta mesma partida.

#### 2018
No dia 14 de março, Victor voltou a ser decisivo para o Galo em uma disputa por pênaltis. Em partida válida pela terceira fase da Copa do Brasil, contra o Figueirense, a vaga foi decidida em cobranças de penais, e o goleiro defendeu duas das cobranças catarinenses, garantindo a classificação atleticana. Com essas defesas, ele chegou a 16 pênaltis defendidos desde que chegou ao Atlético, em 2012. Esse número representa 26% das cobranças adversárias, que tentaram vazar Victor em 61 batidas de penalidades, e pararam 16 vezes no goleiro.
No dia 11 de maio, o clube alvinegro anunciou a extensão do contrato do goleiro Victor por mais um ano e meio. O vínculo do jogador, que terminaria no meio de 2019, foi estendido até o fim do ano de 2020.

#### 2019–2021
Logo na primeira partida da temporada 2019, em 20 de janeiro, Victor voltou a atingir marcas expressivas com a camisa atleticana. Na goleada do Atlético sobre o Boa Esporte, por 5 a 0, no Independência, Victor igualou Marques em números de jogos pelo Alvinegro, com 386.
Em 7 de abril, Victor completou 400 jogos pelo Atlético, superando Paulo Isidoro, se igualando a Toninho Cerezo e entrando no top 10 de jogadores que mais atuaram pelo Galo.
Em 28 de maio, Victor defendeu todas as três cobranças na disputa por pênaltis contra o Unión La Calera, do Chile, no jogo de volta da segunda fase da Copa Sul-Americana, vencida por 3 a 0 pelo Atlético após um empate por 1 a 1 no placar agregado do tempo regulamentar. Com isto, ele chegou à marca de 20 defesas em cobranças de pênaltis pelo Atlético. Esta partida marcou também a sua sétima disputa por pênaltis pelo clube, nas quais em 30 cobranças, ele fez dez defesas.
Em julho, Victor sofreu uma lesão no joelho que o afastou dos gramados por quase quatro meses; quando se recuperou, o jovem Cleiton havia se estabelecido na titularidade da meta atleticana. A condição de reserva de Victor se estendeu pela temporada de 2020, com a preferência do técnico Jorge Sampaoli pelos recém-contratados Éverson e Rafael.
Em 27 de fevereiro de 2021, Victor anunciou a sua aposentadoria como atleta profissional. Ele atuou pela última vez no dia seguinte, na estreia do Atlético no Campeonato Mineiro contra a URT, no Mineirão. Ele foi o capitão da equipe e atuou durante os 90 minutos da vitória por 3 a 0, utilizando a camisa "424", em referência ao seu número total de jogos pelo Galo. Após a partida, foi anunciado que ele assumiria o cargo de gerente de futebol no clube.

## Seleção Brasileira
No dia 21 de maio de 2009, Victor foi convocado pela primeira vez em sua carreira para a Seleção Brasileira pelo técnico Dunga para as disputas das Eliminatórias da Copa de 2010 e da Copa das Confederações de 2009, quando também conquistou seu primeiro título pela Seleção após uma vitória sobre os Estados Unidos por 3x2. Victor foi convocado juntamente com os goleiros Gomes do Tottenham Hotspur e Júlio César, campeão da UEFA Champions League com a Internazionale.

Em 2010, foi preterido da disputa da Copa do Mundo de 2010. Na ocasião, o técnico Dunga optou por Doni, reserva no seu clube, a Roma, da Itália, e Gomes, do Tottenham, da Inglaterra.

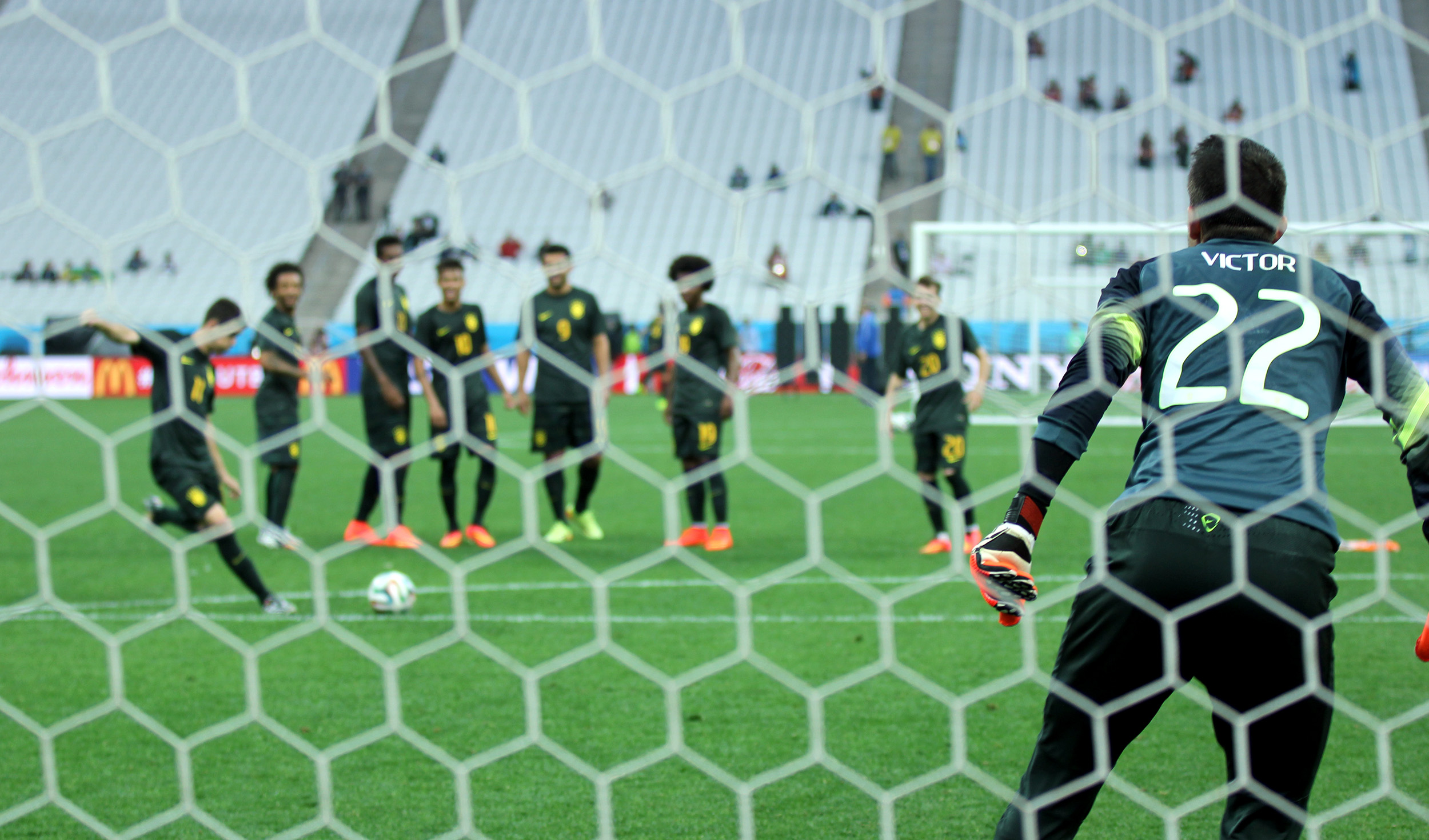
Victor durante treino para a estreia contra a Croácia, pela Copa do Mundo FIFA 2014.

Após a eliminação da Seleção na Copa, e a consequente queda do técnico Dunga, Victor voltaria a defender a Seleção Brasileira ainda em 2010, agora sob o comando do técnico Mano Menezes, como goleiro titular e o principal goleiro da Seleção que se renovava. No dia 10 de agosto de 2010, estreou como jogador da Seleção Brasileira no amistoso contra os Estados Unidos que marcou o início do trabalho da nova comissão técnica, Victor atuou com a camisa 1 e recebeu nota 6,5 da imprensa brasileira. Foi novamente convocado por Mano Menezes e jogou três outras partidas pela Seleção Brasileira, contra o Irã, contra a Ucrânia e contra a Argentina. Foi titular, sem ser substituído em nenhuma das vezes, sofreu gol apenas contra a Argentina, na ocasião em que o Brasil foi derrotado por 1 a 0, tirando a invencibilidade da era Mano Menezes.
Voltou a ser titular no amistoso contra a Romênia, que marcou a despedida de Ronaldo da seleção, em 7 de junho de 2011. Novamente não sofreu gols, e o Brasil venceu por 1 a 0. Para o Superclássico das Américas, foi convocado como goleiro reserva da equipe que saiu campeã ao derrotar a seleção argentina. 0-0 em Buenos Aires e 2-0 no jogo de volta, realizado no Brasil. Foi novamente titular no jogo contra a Honduras, no qual o Brasil venceu por 5 a 0.
No dia 7 de maio de 2014, Victor foi convocado pelo técnico Luiz Felipe Scolari para Copa do Mundo FIFA de 2014.

## Estatísticas
Atualizado até 28 de fevereiro de 2021.

### Clubes
| Clube             | Temporada         | Campeonato nacional | Campeonato nacional | Copa nacional[a] | Copa nacional[a] | Competições continentais[b] | Competições continentais[b] | Outros torneios[c] | Outros torneios[c] | Total | Total         |
| Clube             | Temporada         | Jogos               | Gols sofridos       | Jogos            | Gols sofridos    | Jogos                       | Gols sofridos               | Jogos              | Gols sofridos      | Jogos | Gols sofridos |
| ----------------- | ----------------- | ------------------- | ------------------- | ---------------- | ---------------- | --------------------------- | --------------------------- | ------------------ | ------------------ | ----- | ------------- |
| Paulista          | 2005              | 1                   | -1                  | -                | -                | -                           | -                           | -                  | -                  | 1     | -1            |
| Paulista          | 2006              | 28                  | -41                 | -                | -                | -                           | -                           | -                  | -                  | 28    | -41           |
| Paulista          | 2007              | 37                  | -58                 | -                | -                | -                           | -                           | -                  | -                  | 37    | -58           |
| Paulista          | Total             | 66                  | -100                | -                | -                | -                           | -                           | -                  | -                  | 66    | -100          |
| Grêmio            | 2008              | 38                  | -34                 | 1                | 0                | -                           | -                           | 8                  | -5                 | 47    | -39           |
| Grêmio            | 2009              | 28                  | -33                 | -                | -                | 10                          | -5                          | 16                 | -21                | 54    | -59           |
| Grêmio            | 2010              | 35                  | -38                 | 9                | -13              | 1                           | -1                          | 21                 | -20                | 66    | -72           |
| Grêmio            | 2011              | 32                  | -51                 | -                | -                | 8                           | -9                          | 14                 | -17                | 54    | -77           |
| Grêmio            | 2012              | 6                   | -6                  | 10               | -7               | 0                           | 0                           | 20                 | -20                | 36    | -33           |
| Grêmio            | Total             | 139                 | -162                | 20               | -20              | 19                          | -15                         | 79                 | -83                | 257   | -280          |
| Atlético Mineiro  | 2012              | 29                  | -27                 | -                | -                | -                           | -                           | -                  | -                  | 29    | -27           |
| Atlético Mineiro  | 2013              | 29                  | -26                 | 2                | -6               | 14                          | -18                         | 15                 | -17                | 60    | -67           |
| Atlético Mineiro  | 2014              | 32                  | -33                 | 8                | -6               | 9                           | -10                         | 10                 | -7                 | 59    | -56           |
| Atlético Mineiro  | 2015              | 38                  | -47                 | 2                | -3               | 8                           | -9                          | 15                 | -10                | 63    | -69           |
| Atlético Mineiro  | 2016              | 32                  | -43                 | 7                | -10              | 8                           | -4                          | 12                 | -16                | 59    | -73           |
| Atlético Mineiro  | 2017              | 36                  | -47                 | 4                | -6               | 4                           | -2                          | 5                  | -1                 | 49    | -56           |
| Atlético Mineiro  | 2018              | 38                  | -43                 | 8                | -5               | 2                           | -1                          | 15                 | -10                | 63    | -59           |
| Atlético Mineiro  | 2019              | 10                  | -13                 | 4                | -4               | 10                          | -13                         | 10                 | -7                 | 34    | -37           |
| Atlético Mineiro  | 2020              | 1                   | -3                  | -                | -                | -                           | -                           | 3                  | -4                 | 4     | -7            |
| Atlético Mineiro  | 2021              | -                   | -                   | -                | -                | -                           | -                           | 1                  | 0                  | 1     | 0             |
| Atlético Mineiro  | Total             | 245                 | -282                | 35               | -40              | 55                          | -57                         | 86                 | -72                | 421   | -451          |
| Total na carreira | Total na carreira | 450                 | -544                | 55               | -60              | 74                          | -72                         | 165                | -155               | 744   | -831          |

- a. ^ Incluindo jogos da Copa do Brasil.
- b. ^ Incluindo jogos da Copa Libertadores da América, Copa Sul-Americana e Recopa Sul-Americana.
- c. ^ Incluindo jogos do Campeonato Gaúcho, Campeonato Mineiro, Mundial de Clubes e Primeira Liga.

### Seleção
| Brasil | Brasil | Brasil        |
| Ano    | Jogos  | Gols sofridos |
| ------ | ------ | ------------- |
| 2009   | 0      | 0             |
| 2010   | 4      | -1            |
| 2011   | 1      | 0             |
| 2013   | 1      | 0             |
| 2014   | 0      | 0             |
| Total  | 6      | -1            |

| Nº | Data                   | Competição | Local            |        | Placar | Adversário     | Gols |
| -- | ---------------------- | ---------- | ---------------- | ------ | ------ | -------------- | ---- |
| 01 | 10 de agosto de 2010   | Amistoso   | New Jersey (EUA) | Brasil | 2 — 0  | Estados Unidos | —    |
| 02 | 7 de outubro de 2010   | Amistoso   | Abu Dhabi (EAU)  | Brasil | 3 — 0  | Irã            | —    |
| 03 | 11 de outubro de 2010  | Amistoso   | Derby (ENG)      | Brasil | 2 — 0  | Ucrânia        | —    |
| 04 | 17 de novembro de 2010 | Amistoso   | Doha (QAT)       | Brasil | 0 — 1  | Argentina      | —    |
| 05 | 7 de junho de 2011     | Amistoso   | São Paulo (BRA)  | Brasil | 1 — 0  | Romênia        | —    |
| 06 | 16 de novembro de 2013 | Amistoso   | Miami (EUA)      | Brasil | 5 — 0  | Honduras       | —    |

## Títulos

### Como goleiro
Ituano
- Campeonato Paulista: 2002

Paulista
- Copa do Brasil: 2005

Grêmio
- Campeonato Gaúcho: 2010
- Taça Fronteira da Paz: 2010

Atlético Mineiro
- Campeonato Mineiro: 2013, 2015, 2017, 2020, 2021
- Copa Libertadores: 2013[50]
- Recopa Sul-Americana: 2014
- Copa do Brasil: 2014

Seleção Brasileira
- Copa das Confederações FIFA: 2009
- Superclássico das Américas: 2011

### Como Gerente de Futebol
Atlético Mineiro
- Campeonato Mineiro: 2021, 2022, 2023
- Campeonato Brasileiro: 2021
- Copa do Brasil: 2021
- Supercopa do Brasil: 2022

### Prêmios Individuais
- Melhor Goleiro do Campeonato Gaúcho: 2009, 2010
- Bola de Prata: Melhor Goleiro - 2009
- Prêmio Craque do Brasileirão: Melhor Goleiro - 2008, 2009
- Melhor Goleiro da Copa Libertadores da América de 2013
- Melhor Goleiro da Copa do Brasil de 2014
- Melhor Goleiro da Copa do Brasil de 2016